# يوتوبيا (مسلسل بريطاني)
يوتوبيا (بالإنجليزية: Utopia)‏ هو مسلسل تشويق ودراما بريطاني من تأليف دينيس كيلي وبطولة كلٍ من فيونا شيغنوسي، أديل أخطر، باول هيغنس، ناثان ستيوارت جريت، أليكساندرا روك، أوليفر وولفورد، نيل ماسكيل. عُرِض لأول مرة على القناة الرابعة البريطانية في 15 يناير 2013. وقد جددت القناة المسلسل لموسم ثانٍ وعُرِضَ في ليلتين متتاليتين بدايةً من ليلة يوم الاثنين 14 يوليو لتتبعه الحلقة الثانية في 15 يوليو. انتهى الموسم الثاني في 12 أغسطس 2014. في 9 أكتوبر أعلنت القناة بأن المسلسل لن يعود لموسمٍ ثالث.

## القصة
يحكي المسلسل قصة مجموعة من الأشخاص يعشقون قصة مصورة تُسمى «يوتوبيا» فيتفقون على مقابلة بعضهم لادّعاء أحدهم أنه يملك الجزء الثاني من القصة التي لم تُنشر بعد. لاحقاً يجدون أنفسهم في دوّامة لا خروج منها حيث يكتشفون أن القصة حقيقية وأن هناك منظمة تدعى بـ«الشبكة» تسعى لنشر فيروسات حول العالم ثم إصدار علاج للأمراض وتعميمه لكل سكان العالم ليصيب الناس بالعقم، تُحاول المجموعة كشف هذه المنظمة وإيقاف مخططهم.

## طاقم العمل

### الأدوار الرئيسية
- فيونا شيغنوسي بدور جيسيكا هايد
- أليكساندرا روك بدور بيكي
- ناثان ستيوارت جريت بدور إيان جونسون
- أديل أخطر بدور ويلسون ويلسون
- باول هيغنس بدور مايكل دوغديل
- نيل ماسكيل بدور آربي
- جيرالدين جيمس بدور ميلنر

### الأدوار الثانوية
- إيان ماكدارميد بدور فيليب كارفيل
- روث جيميل بدور جين دوغديل
- إيميليا جونز بدور آليس وارد
- آليستر بيتري بدور جيوف
- باول ريدي بدور لي
- سيمون ماكبورني (في الموسم الأول) ومايكل مالوني (في الموسم الثاني) بدور دونالدسن
- جيمس فوكس بدور المساعد
- ستيفن ري بدور كونران يتس
- آنا ميدلي بدور أنيا ليفنكو
- مايكل سميلي بدور المحقق رينولدز
- مارك ستوبارت بدور بيجان تشيرفو

## الإنتاج
في أبريل 2012 أعلنت القناة عن قيامها بعرض مسلسل درامي مكوّن من 6 حلقات يحمل اسم يوتوبيا. وهو من تأليف دينيس كيلي وإنتاج Kudos Film and Television وأُختير مارك موندين ليكون المخرج، وريبيكا راي روجرز المنتجة، أما المنتجين التنفيذيين هما جين فيذرستون وكارين ويلسون.

### التطوير والإنتاج
خطرت لكيلي فكرة مسلسل تكون قصته الرئيسية عن مؤامرة مخبأة داخل قصة مصورة فحدّث بها شركة الإنتاج. راقت الفكرة له وعدّل عليها حتى ظهرت بالشكل المطلوب. وشملت القصة عن وجود منظمة مخفية تُدعى بـ«الشبكة The Network» وتراجع عنها بالبداية لاعتقاده أنه سيكون هناك من يُصدّق القصة من الذين يؤمنون بـنظرية المؤامرة. وقد صرّح كيلي بأنه لا يؤمن بوجود هكذا نظريات ولكنه مُعجب بالغموض الدائر حولها.

### مواقع التصوير
صور المسلس في مرزيسايد في ليفربول خلال الفترة ما بين أبريل وأكتوبر 2012 وقد قالت المنتجة ريبيكا تعقيباً على هذا أنه لا يوجد منطقة أخر في المملكة المتحدة من الممكن أن يوفر لهم أكبر قدر من المواقع المختلفة كهذا. بعض المشاهد كمكتب كونران يتس تم تصويره في Scarisbrick Hall في Ormskirk. ومشاهد المدرسة في الحلقة الثالثة صُورت في مدرسة ألسوب الثانوية والتون في ليفربول في صيف عام 2012. ومشهد المقهى في الحلقة الخامسة صور في مقهى TC وقد صورت العديد من المشاهد كذلك في كروسبي وسكيلميرسدال.
في الموسم الثاني شملت مواقع التصوير معبد Temple Works في ليدز ومصنع The Chocolate Works في يورك ومنتزه يوركشاير ديلز الوطني والعديد من المواقع الأخرى.

### اقتباس من أحداث العالم الحقيقي
اقتَبس المُسلسل عدداً من الأحداث الحقيقية ودمجها مع أحداث القصة. وقد استخدَم لقطاتٍ أخباريّة من سبعينيّات القرن المنصرم مثل لقطات اغتيال ألدو مورو.

## الاستقبال الجماهيري
لقي الموسم الأول استحساناً من النقاد بشكل عام، وأعجبوا بأداء الممثلين، ولكنهم عبروا عن قلقهم حيال العنف فيه. وقال إيدان سميث في صحيفة The Scotsman «تصوير جميل وعُنف جميل» وقال توم ساتكليف من صحيفة ذي إندبندنت أن المؤثرات البصرية في المسلسل جميلة ولكن لم يكن هناك داعٍ للعنف. وقال رضوان في موقع دليل التلفزيون العربي أثناء مُراجعته للمسلسل «تصوير المسلسل كان مذهلاً وإبداعياً، الموسيقى التصويرية جذابة ومميزة. الإخراج مُبهر. أظن ببساطة أن Utopia مسلسل متكامل من كل النواحي، لكن هذا لا يعني أنه لم يكن ليكون أفضل.»

## إصدارات الوسائط

### إصدارات أقراص الـDVD والـBlu-ray
|  | 1 | 6 | 15 يناير 2013 | 19 فبراير 2013 | 11 مارس 2013 DVD و Blu-ray | 20 ديسمبر 2013 DVD فقط |
|  | 2 | 6 | 14 July 2014  | 12 August 2014 | 18 August 2014 DVD فقط     | TBA                    |

### الموسيقى التصويرية
الموسيقى التصويرية من تأليف كريستوبال تابيا دي فير. وصدر ألبوم موسيقى المسلسل في 7 أكتوبر 2013 على الأقراص المضغوطة وبصيغة MP3 للتحميل عبر شركة سيلفا سكرين للتسجيلات.

#### قائمة الموسيقى
1. "Utopia Overture" (3:32)
2. "The Network" (3:21)
3. "Dislocated Thumbs (Pt. 1)" (2:17)
4. "Mr. Rabbit's Game" (1:05)
5. "Conspiracy (Pt. 1)" (2:53)
6. "Meditative Chaos" (3:10)
7. "A New Brand of Drug" (2:13)
8. "Samba De Wilson" (2:15)
9. "Slivovitz" (1:43)
10. "Bekki On Pills (Pt. 1)" (1:01)
11. "Where Is Jessica Hyde? (Pt. 1)" (3:39)
12. "Arby's Oratorio" (1:38)
13. "Jessica Gets Off" (3:18)
14. "Mr. Rabbit It Is" (2:51)
15. "Lovechild" (1:03)
16. "Mind Vortex" (2:48)
17. "Twat" (2:02)
18. "Bekki On Pills (Pt. 2)" (3:16)
19. "Fertility Control" (1:50)
20. "Janus Saves" (2:51)
21. "Evil Prevails" (2:55)
22. "Conspiracy (Pt. 2)" (4:56)
23. "Dislocated Thumbs (Pt. 2)" (1:28)
24. "Utopia Descent" (2:42)
25. "Where Is Jessica Hyde? (Pt. 2)" (4:08)
26. "Utopia's Death Cargo" (1:38)
27. "The Experiment" (6:16)
28. "Utopia Finale" (2:35)

## النسخة الأمريكية
أعلنت قناة HBO انها ستقوم بالعمل على نسخة أمريكية من المسلسل بالتعاون مع كل من المخرج ديفيد فينشر وجيليان فلين. سيتكلف فينشر با الإخراج فقط بينما ستتكلف فلين بكتابة حلقات النسخة الأمريكية. واُعلِنَ في يونيو 2015 أن المُمثلة روني مارا في مفاوضاتٍ لتؤدّي دورَ جيسيكا هايد. بيدَ أنه أظهرت تقارير في يوليو 2015 أن المُسلسل لن يرى النور بسبب خلافاتٍ بين المُخرِج والقناة حولَ الميزانية.

## روابط خارجية
- يوتوبيا على موقع IMDb (الإنجليزية)
- يوتوبيا على موقع روتن توميتوز (الإنجليزية)
- يوتوبيا على موقع فيلمافينيتي (الإسبانية)
- يوتوبيا على موقع كينوبويسك (الروسية)
- يوتوبيا على موقع ألو سيني (الفرنسية)
- يوتوبيا على موقع قاعدة بيانات الفيلم (الإنجليزية)